# Mezwed

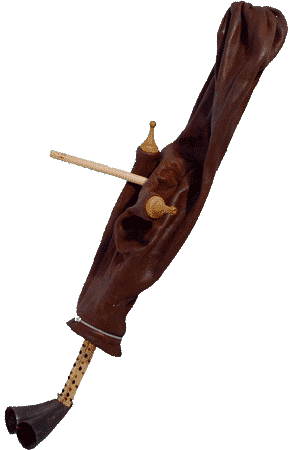
Panoramica di un mizwad

Il Mezwed (in arabo مزود‎?) è un genere di musica tradizionale popolare basata su ritmi della scala nordafricana berbera, ritenuti diversi da quelli della musica egiziana chaabi. Incorpora tradizionali tamburi chiamati darabouka e una cornamusa chiamata mizwad realizzata con una sacca in pelle di pecora. Di solito è cantato nelle varietà linguistiche tunisine. Originariamente il mezwed era diffuso nelle zone rurali e tra le classi lavoratrici; ora viene spesso suonato a matrimoni e feste. È accomopagnato da danze tipiche che comprendono uno stato di trance.
Il Mezwed tratta di temi sociali come l'immigrazione, il razzismo, la famiglia e l'amore. Oggi stanno diventando popolari nuove fusioni di Mezwed con l'hip hop e il rap. Alcuni dei cantanti più popolari comprendono Fatma Boussaha, Samir Loussif e Hedi Habbouba.

## Artisti
- Hichem Lekhdhiri
- Fathi Weld Fajra
- Fatma Boussaha
- Hedi Habbouba
- Samir Loussif
- Saleh El Farzit